# Spierpijn
Spierpijn of myalgie is een gevoel van pijn aan een spier. Spierpijn kan door een groot aantal oorzaken ontstaan. Een veel voorkomende oorzaak is overbelasting van spieren, zoals soms bij sport optreedt. Spierpijn kan ook een symptoom zijn van verschillende ziekten, zoals infectieziekten. Of het kan veroorzaakt worden door een letsel, zoals een spierscheur.

## Vormen van spierpijn na sportbeoefening
- Vroege spierpijn (Immediate Soreness): Brandend gevoel dat ontstaat tijdens of direct na de training. De pijn wordt veroorzaakt door melkzuur dat de vrije zenuwuiteinden prikkelt.
- Verlate spierpijn (Delayed Onset Muscle Soreness, DOMS) treedt pas na 24-48 uur op. De spieren doen pijn en zijn minder belastbaar. De oorzaak zijn microscheurtjes in het bindweefsel van de spier en het celmembraan. Volgens Stephen M. Roth is het type contractie van groot belang voor het ontstaan van DOMS. Excentrische spiercontracties zouden hierbij de grootste rol spelen en zorgen dus voor de meeste schade.[1]

Spierpijn ontstaat door het ontstaan van melkzuur in de spiervezel en daarna in het bloed door zuurstoftekort (anaeroob metabolisme), of doordat bij de belasting van deze spier één of meerdere spiervezels in de spier zijn gescheurd. Dit irriteert, maar herstelt gelukkig snel. Bij het herstel worden spiervezels dikker, zie spierhypertrofie. Het is een misvatting dat het aantal spiervezels toeneemt; het aantal en de samenstelling zijn genetisch bepaald. Deze spiervezels hebben een herstelperiode nodig, daarna kan deze spiervezel weer volledig gebruikt worden.
Tot voor kort werd algemeen aangenomen dat spierpijn na een training berust op minuscule beschadigingen in de myofibrilen, de krachtproducerende vezels in een spier. Onderzoek uit de jaren ’80 liet zien dat na intensieve belasting veranderingen optreden en die werden geïnterpreteerd als schade. Dat leek logisch. Het verleggen van de grenzen kan immers behoorlijk pijn doen. Op basis van deze bevindingen werd atleten geadviseerd bij spierpijn erg voorzichtig te zijn. Meer belasting zou weleens tot nog grotere schade kunnen leiden. Prof. dr. Lars-Eric Thornell, hoogleraar anatomie aan de universiteit van het Zweedse Umeå, had moeite met die redenering. Waarom zou een spier een trauma nodig hebben om sterker te worden? Hij kon dat niet rijmen met de waarneming dat sporters die ondanks flinke spierpijn blijven doortrainen, toch beter worden. ‘Als er sprake zou zijn van beschadigingen, compleet met ontstekingsreacties en zwellingen, zou een atleet die met spierpijn traint zichzelf moeten slopen en dat is niet zo.’
Thornell en zijn pupil Ji-Guo Yu lieten een grote groep studenten (op vrijwillige basis) vijftien keer achter elkaar de trappen tussen de begane grond en de tiende verdieping van het universiteitsgebouw op en af rennen. Na afloop namen ze met tussenpozen weefselmonsters van zowel de afgebeulde vrijwilligers als van toekijkende studenten die als controlegroep fungeerden. Analyse van de weefsels bracht aan het licht dat de op de proef gestelde spiercellen geen spoortje weefselschade of ontsteking vertoonden. ‘Integendeel, de gepijnigde spieren waren bezig zich op te bouwen,’ zegt Thornell. ‘Er was sprake van een snelle toename van het aantal sarcomeren, de kleinste structuren in de spier. Al na enkele uren zagen we sterker en langer, kortom beter spierweefsel.’
De meeste trappenlopers liepen na de lichaamsbeweging niettemin twee dagen krom, en Thornell en Yu hebben geen verklaring voor die pijn. ‘Het enige dat we kunnen zeggen is dat je rustig kunt doortrainen met de vage, zeurende pijn die ontstaat als je je grenzen hebt verlegd,’ zegt Thornell. ‘Pas wel op als je plotseling een intense, scheurende pijn ervaart. Dan heb je waarschijnlijk een spierscheuring opgelopen en moet je wel degelijk rust nemen.’